# 噶大克
噶大克位於噶爾河畔的岡底斯山山腳，海拔14,630英尺（4,460米），在日喀則到拉達克列城之間的路上，是西藏阿里地區的重要貿易市場。它以前是西藏西部的主要城鎮，清代阿里地區的長官堆噶本駐在此地。
根據1904年《拉薩條約》，噶大克與亞東、江孜開放為商埠。歷任英國和印度駐噶大克商務代辦任職時間如下：
1. 塔克齋（Thakur Jai Chand），1904年11月－1912年1月。
2. 達斯（Lala Devi Das），1912年1月－1925年3月。
3. 冉姆（Chaudhri Pala Ram），1925年3月－1928年。
4. 辛格（Thakur Hayat Singh），1928年－1929年。
5. 然姆醫生（Dr. Kanshi Ram），1929年－1941年。
6. 班巴次仁（Rai Sahib Pemba Tsering），1941年－1943年。
7. 索南土登（Rai Sahib Sonam Tobden），1943年－1946年。
8. 辛格（Lachhman Singh, Lachhman或拼為Lakshman），1946年－約50年代末。
9. 巴克希，1961年－1962年。

噶大克由噶爾雅沙（Gar Yarsa，意為「夏居」）與噶爾昆莎（Gar Gunsa，意為「冬居」，今為噶爾縣昆莎鄉）組成，堆噶本每年八月到十月駐在噶爾雅沙辦公，貿易商也聚集在噶爾雅沙交易。1904年時，噶爾雅沙的建築物只有三棟較大的房子以及十二棟小屋。噶爾昆莎離噶爾雅沙四十英里，堆噶本每年其餘的九個月駐在噶爾昆莎。